# District de Jincheon
Le district de Jincheon est un district (gun) de la province du Chungcheong du Nord, en Corée du Sud.